# Leo Garavaglia
Leo Garavaglia (1896 – 1955) fue un actor teatral y cinematográfico de nacionalidad italiana.

## Biografía
Hijo de los actores Ferruccio Garavaglia y Adele Garavaglia, siguió desde edad temprana los pasos de sus padres participando en espectáculos teatrales. Pronto fue actor de diversas compañías, debutando en la radio, en el Ente Italiano per le Audizioni Radiofoniche, en los primeros años 1930, trabajando a la vez en el campo del doblaje con la primera generación de actores especializados en esa actividad.
En 1945 entró a formar parte de la compañía teatral de Radio Roma, actuando junto a intérpretes como Ubaldo Lay, Elena Da Venezia, Franco Becci, Guido Notari, Gianfranco Bellini o Nella Maria Bonora, y bajo la dirección de Anton Giulio Majano, Pietro Masserano Taricco y Nino Meloni, entre otros.
Entró en el mundo del cine en 1934 con la película L'avvocato difensore, rodando unas 20 producciones hasta 1954, destacando de entre ellas El limpiabotas, de Vittorio De Sica.
Leo Garavaglia falleció en 1955. Fue primo de la actriz y dobladora Miranda Bonansea.

## Radio
EIAR
- La damigella di Bard, de Salvator Gotta, con Medea Fantoni, Franco Becci y Leo Garavaglia. Dirección de Luigi Maggi, 25 de noviembre de 1939.

RAI
- L'uomo onesto, de Vittorio Minnucci, con Franco Becci, Guido Notari y Leo Garavaglia. Dirección de Anton Giulio Majano, 1 de diciembre de 1945.
- La notte veneziana, de Alfred De Musset, con Nella Maria Bonora, Leo Garavaglia y Silvio Rizzi. Dirección de Pietro Masserano Taricco, 27 de mayo de 1946.
- La maschera e il volto, de Luigi Chiarelli, con Franco Becci, Guido Notari y Leo Garavaglia. Dirección de Pietro Masserano Taricco, 28 de mayo de 1946.
- La fierecilla domada, de William Shakespeare, con Franco Becci, Rina Morelli y Leo Garavaglia. Dirección de Guglielmo Morandi, 30 de mayo de 1946.

## Filmografía
- L'avvocato difensore, de Gero Zambuto (1934)
- L'ultimo dei Bergerac, de Gennaro Righelli (1934)
- Il torrente, de Marco Elter (1937)
- Amami Alfredo, de Carmine Gallone (1940)
- La figlia del Corsaro Verde, de Enrico Guazzoni (1940)
- La donna del peccato, de Harry Hasso  (1942)
- Noi vivi, de Goffredo Alessandrini (1942)
- Bengasi, de Augusto Genina (1942)
- Apparizione, de Jean de Limur (1943)
- El limpiabotas, de Vittorio De Sica (1946)
- Montecassino, de Arturo Gemmiti (1946)
- Gioventù perduta, de Pietro Germi (1947)
- L'uomo dal guanto grigio, de Camillo Mastrocinque (1948)
- Quel fantasma di mio marito, de Camillo Mastrocinque (1950)
- Il nido di Falasco, de Guido Brignone (1950)
- Le sei mogli di Barbablù, de Carlo Ludovico Bragaglia (1950)
- Inganno, de Guido Brignone (1952)
- La campana di San Giusto, de Mario Amendola (1954)

## Televisión
- Sacro esperimento, con Ivo Garrani, Cesare Polacco y Leo Garavaglia. Dirección de Gianfranco De Bosio y Silverio Blasi, 8 de abril de 1955.